# Anthony Palou
Pour les articles homonymes, voir Palou.
Anthony Palou est un écrivain français né en 1965 à Quimper.

## Biographie
De 1991 à 1997, Anthony Palou a été le secrétaire particulier de Jean-Edern Hallier.
Il est actuellement[Quand ?] journaliste au Figaro.